# Блуфийлд
Блуфийлд (на английски: Bluefield) е град в окръг Мърсър, Западна Вирджиния, Съединени американски щати. Намира се на границата с Вирджиния. Населението му е 10 502 души (2012).
В Блуфийлд е роден математикът Джон Наш (р. 1928).